# Canton de Valréas
Le canton de Valréas  est une circonscription électorale française du département du Vaucluse (région Provence-Alpes-Côte d'Azur) enclavée dans le département de la Drôme (région Auvergne-Rhône-Alpes).

## Géographie
Le canton de Valréas, bien que rattaché au Vaucluse, est entièrement enclavé dans le département de la Drôme. Il est donc également surnommé « canton de l'enclave des papes », car Valréas appartenait jadis au pape.

## Histoire
L'histoire du canton est lié à celle de l'enclave des papes et de la papauté d'Avignon.
Le canton a successivement fait partie de l'arrondissement d'Orange jusqu'à la suppression de celui-ci en 1926, puis à celui d'Avignon jusqu'en 2017 à la suite du redécoupage des arrondissements vauclusiens. Depuis le 1er janvier 2017 le canton de Valréas dépend de l'arrondissement de Carpentras.
Conformément à la loi du 17 mai 2013, un nouveau découpage cantonal de Vaucluse est défini par un décret du 28 février 2014 et entre en vigueur à l'issue des élections départementales de mars 2015. Cette réforme n'affecte pas le canton de Valréas dont les limites et le nombre de communes restent inchangés.

## Représentation

### Conseillers généraux de 1833 à 2015
| Période                                  | Période      | Identité                                                  | Étiquette           | Qualité                                                                  |
| ---------------------------------------- | ------------ | --------------------------------------------------------- | ------------------- | ------------------------------------------------------------------------ |
| 1833                                     | 1836         | Louis Henric Joseph Antoine Auguste de Renaud (1770-1839) |                     | Propriétaire à Valréas                                                   |
| 1836                                     | 1848         | Jules-Joseph de Julien de Montaulieu                      |                     | Maire de Valréas                                                         |
| 1848                                     | 1852         | François Auguste Couston                                  |                     | Notaire à Valréas                                                        |
| 1852                                     | 1861 (décès) | Marius Toussaint Meynard (1818-1861)                      |                     | Négociant à Valréas                                                      |
| 1862                                     | 1870         | Henri Nogent-Saint-Laurens                                | Majorité dynastique | Avocat et journaliste politique à Paris Député du Loiret (1852-1870)     |
| 1870                                     | 1871         | M. André                                                  |                     | Membre de la commission départementale                                   |
| 1871                                     | 1880         | Henri Meynard                                             | Républicain         | Filateur à Valréas                                                       |
| 1880                                     | 1892         | Joseph Daurand                                            | Républicain         | Maire de Valréas                                                         |
| 1892                                     | 1898         | Flavien Lemoyne                                           | Républicain         | Médecin, maire de Valréas                                                |
| 1898                                     | 1919         | Jules Faye                                                | Républicain         | Industriel à Valréas                                                     |
| 1919                                     | 1923 (décès) | Marius Durand                                             | Rad.                | Négociant, Maire de Valréas                                              |
| 1923                                     | 1928         | Jean Salabelle (neveu de Jules Faye)                      | Rad.                | Adjoint au maire de Valréas                                              |
| 1928                                     | 1940         | Jules Niel (1887-1974)                                    | Rad.                | Assureur-conseil Maire de Valréas Nommé conseiller départemental en 1942 |
|                                          |              |                                                           |                     |                                                                          |
| 1945                                     | 1974 (décès) | Jules Niel                                                | Rad.                | Président du conseil général (1951-1970) Maire de Valréas (1953-1974)    |
| 1974                                     | 1976         | Paul Freynet (1926-2001)                                  | PS puis DVG         | Conseiller municipal de Valréas                                          |
| 1976                                     | 1988         | Jean Duffard (1925-2005)                                  | PS                  | Maire de Valréas (1974-1989)                                             |
| 1988                                     | 2001         | Thierry Mariani                                           | RPR                 | Cadre Maire de Valréas (1989-2005) Député (1993-2010)                    |
| 2001                                     | 2008         | Colette Jacquier                                          | RPR puis UMP        | Agent d'assurances Adjointe au maire de Valréas                          |
| 2008                                     | 2015         | Gérard Santucci                                           | PS                  | Ancien conseiller municipal de Valréas Retraité                          |
| Les données manquantes sont à compléter. |              |                                                           |                     |                                                                          |

### Conseillers d'arrondissement (de 1833 à 1940)
| Période                                  | Période | Identité       | Étiquette | Qualité |
| ---------------------------------------- | ------- | -------------- | --------- | --- |
| 1833                                     |         | M. Martinel    |           | Propriétaire à Visan                                                                                        |
|                                          |         |                |           | |
| 1895                                     | 1901    | Ferdinand Roux | Radical   | Propriétaire, maire de Visan                                                                                |
| 1901                                     | 1913    | Maurice Choisy | Radical   | Maire de Grillon                                                                                            |
| 1913                                     | 1940    | Paul Roux      | Radical   | Propriétaire à Richerenches                                                                                 |
| 1940                                     |         |                |           | Les conseils d'arrondissement ont été suspendus par la loi du 12 octobre 1940 et n'ont jamais été réactivés |
| Les données manquantes sont à compléter. |         |                |           | |

### Conseillers départementaux à partir de 2015
| Période élective | Période élective | Mandat | Mandat   | Identité                  | Nuance | Nuance | Qualité                                                                                     |
| ---------------- | ---------------- | ------ | -------- | ------------------------- | ------ | ------ | ------------------------------------------------------------------------------------------- |
| 2015             | 2021             | 2015   | 2021     | Jean-Marie Roussin (d)    |        | UDI    | Assureur à Valréas                                                                          |
| 2015             | 2021             | 2015   | 2021     | Corinne Testud Robert (d) |        | LR     | Adjointe au maire de Visan, maire depuis 2020                                               |
| 2021             | 2028             | 2021   | en cours | Corinne Testud-Robert     |        | LR     | Conseillère sortante, Vice-Présidente du conseil départemental Maire de Visan (2020 → 2022) |
| 2021             | 2028             | 2021   | en cours | Bruno Valle               |        | LR     | Chef d'établissement, conseiller municipal de Valréas                                       |

### Résultats détaillés

#### Élections de mars 2015
À l'issue du 1er tour des élections départementales de 2015, trois binômes sont en ballottage : France Barthelemy Bathelier et Fabrice Ligier (FN), avec 39,11 %, Jean-Marie Roussin et Corinne Testud Robert (UMP), 27 % et Annik Chanot et Gérard Santucci (PS), avec 23,48 %. Le taux de participation est de 58,09 % (5 630 votants sur 9 692 inscrits) contre 54,43 % au niveau départemental et 50,17 % au niveau national.
Au second tour, Jean-Marie Roussin et Corinne Testud Robert sont élus avec 52,86 % des suffrages exprimés et un taux de participation de 61,47 % (2 918 voix pour 5 958 votants et 9 693 inscrits).

#### Élections de juin 2021
Le premier tour des élections départementales de 2021 est marqué par un très faible taux de participation (33,26 % au niveau national). Dans le canton de Valréas, ce taux de participation est de 40,94 % (3 961 votants sur 9 675 inscrits) contre 34,94 % au niveau départemental. À l'issue de ce premier tour, deux binômes sont en ballottage : Damien Broc et Ludivine Suau (RN, 33,23 %) et Corinne Testud-Robert et Bruno Valle (LR, 28,26 %).
Le second tour des élections est marqué une nouvelle fois par une abstention massive équivalente au premier tour. Les taux de participation sont de 34,36 % au niveau national, 38,18 % dans le département et 43,9 % dans le canton de Valréas. Corinne Testud-Robert et Bruno Valle (LR) sont élus avec 57,88 % des suffrages exprimés (2 278 voix pour 4 249 votants et 9 678 inscrits),,. 

## Composition
Depuis sa création, le canton de Valréas est composé de quatre communes entières.
| Nom                             | Code Insee | Intercommunalité                       | Superficie (km2) | Population (dernière pop. légale) | Densité (hab./km2) | Modifier                                    |
| ------------------------------- | ---------- | -------------------------------------- | ---------------- | --------------------------------- | ------------------ | ------------------------------------------- |
| Valréas (bureau centralisateur) | 84138      | CC Enclave des Papes - Pays de Grignan | 57,97            | 9 285 (2022)                      | 160                | modifier les données · modifier les données |
| Grillon                         | 84053      | CC Enclave des Papes - Pays de Grignan | 14,92            | 1 724 (2022)                      | 116                | modifier les données · modifier les données |
| Richerenches                    | 84097      | CC Enclave des Papes - Pays de Grignan | 10,96            | 539 (2022)                        | 49                 | modifier les données · modifier les données |
| Visan                           | 84150      | CC Enclave des Papes - Pays de Grignan | 41,07            | 1 875 (2022)                      | 46                 | modifier les données · modifier les données |
| Canton de Valréas               | 8417       |                                        | 124,92           | 13 423 (2022)                     | 107                | modifier les données                        |

Ce canton coïncidait avec l'ancienne Communauté de communes de l'Enclave des Papes.

## Économie

### Agriculture
Plus du quart des établissements économiques du canton sont liés à l'agriculture. L'activité agricole est centrée sur la viticulture, la truffe, et la lavande.

### Industrie
Vers 1840, Ferdinand Revoul crée le cartonnage à Valréas pour satisfaire la demande de Meynard, un sériciculteur valréassien. 1897, la ligne de chemin de fer Nyons-Pierrelatte atteint la ville et Valréas en profite pour développer son industrie et devient ainsi la capitale mondiale du cartonnage. Cette activité historique dans le canton n'emploie plus de salariés de nos jours.

## Démographie

### Démographie avant 2015
| 1962  | 1968   | 1975   | 1982   | 1990   | 1999   | 2006   | 2011   | 2012   |
| ----- | ------ | ------ | ------ | ------ | ------ | ------ | ------ | ------ |
| 8 965 | 10 562 | 11 243 | 11 865 | 12 705 | 13 339 | 14 001 | 13 993 | 13 860 |

### Démographie depuis 2015
En 2022, le canton comptait 13 423 habitants, en évolution de −3,2 % par rapport à 2016 (Vaucluse : +1,73 %, France hors Mayotte : +2,11 %).
| 2013   | 2018   | 2022   |
| ------ | ------ | ------ |
| 13 837 | 13 709 | 13 423 |